# Салвадор-дас-Мисойнс
Салвадор-дас-Мисойнс (порт. Salvador das Missões)  —  муниципалитет в Бразилии, входит в штат Риу-Гранди-ду-Сул. Составная часть мезорегиона Северо-запад штата Риу-Гранди-ду-Сул. Входит в экономико-статистический  микрорегион Серру-Ларгу. Население составляет 2587 человек на 2006 год. Занимает площадь 94,044 км². Плотность населения — 27,5 чел./км².

## История
Город основан 20 марта 1992 года. 

## Статистика
- Валовой внутренний продукт на 2003 составляет 53.237.745,00 реалов (данные: Бразильский институт географии и статистики).
- Валовой внутренний продукт на душу населения на 2003 составляет 20.296,51 реалов (данные: Бразильский институт географии и статистики).
- Индекс развития человеческого потенциала на 2000 составляет 0,813 (данные: Программа развития ООН).

## География
Климат местности: субтропический гумидный.